# Arachnis longisepala
Arachnis longisepala es una especie de orquídea, originaria de Asia.

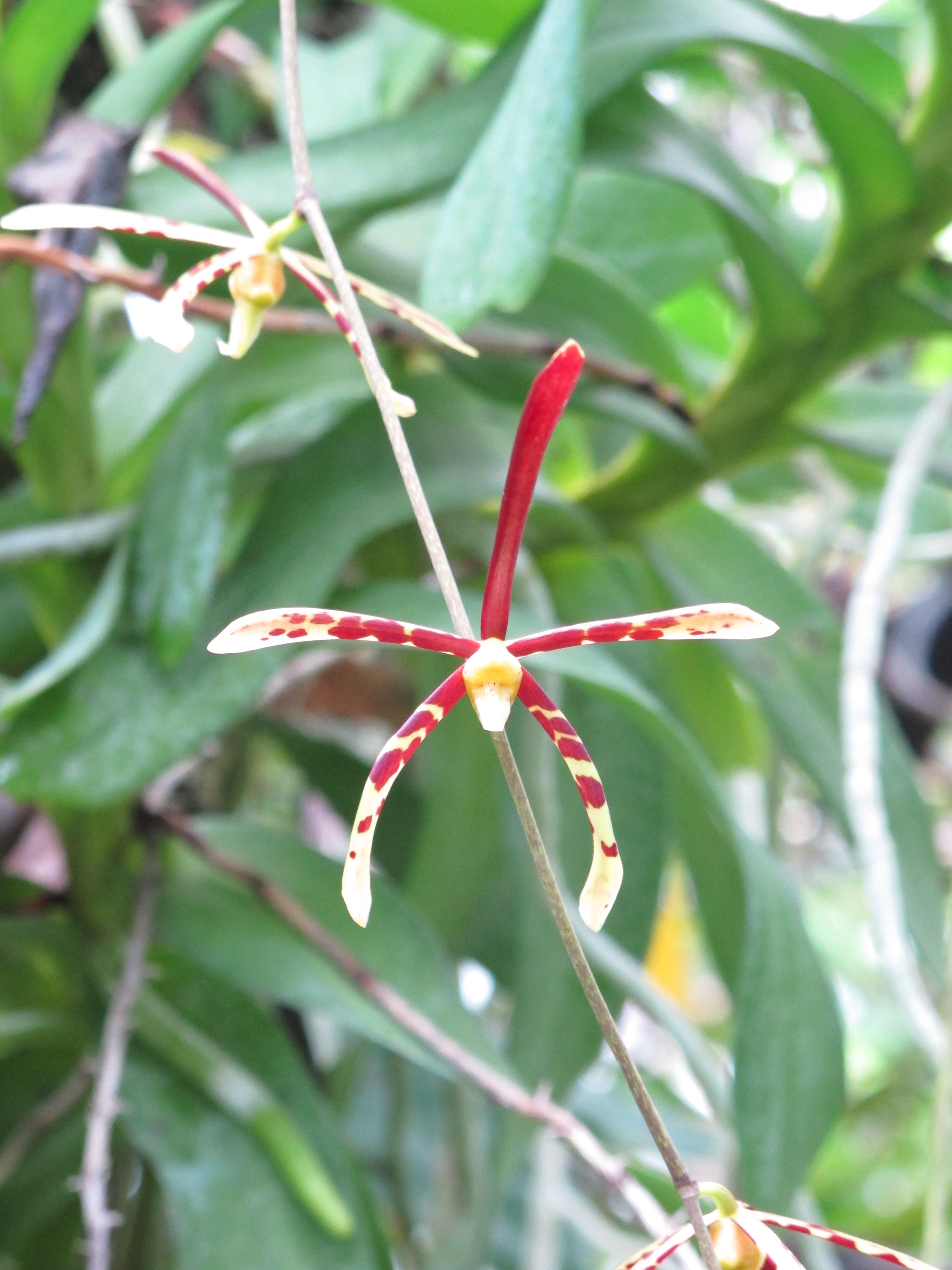
Detalle de la flor

## Descripción
Es una orquídea de mediano tamaño, que prefiere el clima cálido y tiene hábitos de epífita con un tallo ramificado envuelto completamente por el viejo gris sin hojas, o las nuevas vainas verdes con los nuevos tallos articulados a ligulados, con hojas desigualmente, obtusas bilobuladas apicalmente, coriáceas. Florece a finales del invierno en algunas inflorescencias ramificadas, axilares, laxamente con pocas flores, de 52 cm  de largo con brácteas florales ovadas, obtusas que llevan flores sin aroma.

## Distribución y hábitat
Se encuentra en el norte de Borneo en los bosques de montaña en la sombra muy abajo en los troncos de los árboles en las elevaciones de 600 a 800 metros. 

## Taxonomía
Arachnis longisepala fue descrita por (J.J.Wood) Shim, & A.L.Lamb y publicado en Orchid Digest 46: 178. 1982.
Etimología
Arachnis: nombre genérico que procede da la latinización de la palabra griega: αράχνη (arachnis) que significa "araña", en referencia a la forma de sus flores.
longisepala: epíteto latino que significa "con largos sépalos".
Sinonimia
- Arachnis calcarata subsp. longisepala J.J.Wood	[3][4]